# Гелен, Арнольд
А́рнольд Ге́лен (нем. Arnold Gehlen, 29 января 1904, Лейпциг — 30 января 1976, Гамбург) — немецкий философ и социолог, один из основателей философской антропологии, представитель технократического консерватизма.

## Биография
Основное влияние на Гелена оказали Ханс Дриш, Николай Гартман и, в особенности, Макс Шелер. Принадлежал к Лейпцигской школе социологии. В 1933 году вступил в НСДАП, служил офицером. В 1943 году призван в Вермахт. После денацификации преподавал в колледже в Шпайере.
В конце 1960-х был яростным критиком протестных движений. В 1970-х был одним из ведущих представителей неоконсервативной идеологии в ФРГ.

## Основные идеи

### Антропология
Основная работа Гелена, посвящённая вопросам философской антропологии, — «Человек, его природа и положение в мире» (1940). Продолжая традицию Шелера и Плеснера, Гелен в то же время более радикален. Он стремится полностью порвать с метафизической традицией. В этом сказывается влияние, оказанное на Гелена американским прагматизмом. Подход Гелена во многом биологичен. Описывая человека при помощи Гердеровской метафоры «человека ущербного», Гелен задается вопросом: как вообще такое существо как человек способно выжить? По мнению Гелена, человек (в отличие от животного) не может выжить в природной среде, у него редуцированы инстинкты. Он перегружен избытком информации («избыточная нагрузка»). Из этой недостаточности Гелен стремится вывести все феномены человеческого существования. «Избыточная нагрузка» вызывает к необходимости «психологическую разгрузку». Эту задачу выполняют социальные институты, обеспечивающие, по Гелену, выживание человека. Институты являются заменой редуцированных инстинктов. Человек — действующее существо, активно формирующее свою среду обитания. В этой активности человек и создаёт культуру, как средство собственного выживания.

### Социология
Гелен придерживался консервативных взглядов. Его социологический проект строится на его понимании человека как ущербного и одновременно деятельного. Так как у человека редуцированы инстинкты, то его деятельность обусловлена не инстинктами, а обществом. Все влечения человека формируется социально в процессе воспитания, а не являются чисто природными. К остаткам инстинктов у человека добавляются разнообразные мотивы и потребности. Человек способен творить свой собственный мир. Эта способность — обратная сторона недостаточности. Опыт упорядочивается у человека при помощи языка и при помощи социальных институтов. Социальные институты придают человеческой психике стабильность. Они необходимы для придания человеку определенной идентичности и выполняют функцию «психической разгрузки». Человек не может реализовать себя непосредственно. Он должен всегда опосредовать свою деятельность институтами. Поэтому невозможно говорить о «естественном» человеке, существующем отдельно от культуры. По Гелену, наиболее эффективно социальные институты действовали в архаическом обществе. Они выполняли все свои функции компенсации недостаточности природы человека. Однако в Новое время на первый план выходит человеческая субъективность. Человек живёт в состоянии хронической рефлексии, находится в ситуации выбора. Он все время пытается сформировать свою идентичность, в то время как раньше эта идентичность была изначально задана.

### Эстетика
Одна из поздних работ Гелена «Картины времени» посвящена современному искусству. Современное искусство для Гелена — пример субъективации человека. Художники создают язык, непонятный неискушенному зрителю. Искусство становится предельно рациональным и рефлексивным. Оно принципиально фрагментарно, находится в процессе становления и не укоренено в традиции.

### Этика
Этике посвящена работа Гелена «Мораль и гипермораль». В ней Гелен критикует этику «гуманитаризма», этику принятия других культур (мультикультурализм). Такая этика для Гелена означает потерю европейцами собственной идентичности. Интеллектуалы, проповедующие такого рода этику, «требуют неограниченной свободы для себя и равенства для всех остальных».

## Избранные сочинения
- Действительный и недействительный дух, 1931
- Теория свободы воли, 1932
- Государство и философия, 1932
- Человек. Его природа и положение в мире (Der Mensch. Seine Natur und seine Stellung in der Welt), 1940
- Первобытный человек и поздняя культура (Urmensch und Spätkultur. Philosophische Ergebnisse und Aussagen), 1956
- Душа в техническую эпоху (Die Seele im technischen Zeitalter), 1957
- Картины времени. К социологии и эстетике современной живописи, 1960
- Мораль и гипермораль (Moral und Hypermoral. Eine pluralistische Ethik), 1969

## Издания сочинений
- Gesamtausgabe, Bd. 1-10, Frankfurt am Main, 1978
- Gehlen A. Soziologie der Macht // Handwoerterbuch der Sozialwissenschaften. Bd.7. Stuttgart, Tuebingen, Goettingen, 1961. S. 77-81.

## Публикации на русском языке
- Гелен А. О систематике антропологии Архивная копия от 6 февраля 2010 на Wayback Machine (пер. А. Ф. Филиппова) // Проблема человека в западной философии: Переводы / Сост. и послесл. П. С. Гуревича; Общ. ред. Ю. Н. Попова. — М.: Прогресс, 1988. — С. 152—201
  - Части 1, 2, 3 Архивная копия от 30 мая 2013 на Wayback Machine — С. 152—166
  - Части 4, 5 Архивная копия от 3 июля 2013 на Wayback Machine — С. 166—177
  - Части 6, 7, 8 Архивная копия от 14 июня 2013 на Wayback Machine — С. 177—190
  - Части 9, 10, 11 Архивная копия от 3 июля 2013 на Wayback Machine — С. 190—201
- Гелен А. Социология власти // Социологическая теория: классические тексты и современные дискуссии. Русско-немецкая хрестоматия. / Сост. и пер. Н. А. Головин, 2001.
- Гелен А. Образ человека в свете современной антропологии // Личность. Культура. Общество. — 2007. — Вып. 3 — (37). — С. 37-51. (перевод А. Н. Портнова)